# Acordos de paz de Oslo
Os acordos de Oslo foram uma série de acordos na cidade de Oslo, na Noruega, entre o governo de Israel e o Presidente da Organização para a Libertação da Palestina (OLP), Yasser Arafat, mediados pelo presidente dos Estados Unidos, Bill Clinton. Assinaram acordos que se comprometiam a unir esforços para a realização da paz entre os dois povos. Estes acordos previam o término dos conflitos, a abertura das negociações sobre os territórios ocupados, a retirada de Israel do sul do Líbano e a questão do status de Jerusalém.

## Principais pontos dos Acordos
- A retirada das forças armadas israelense da Faixa de Gaza e Cisjordânia, assim como o direito dos palestinos ao auto-governo nas zonas governadas pela Autoridade palestina.
- O governo palestino duraria cinco anos, de maneira interina, durante os quais o status seria renegociado (a partir de maio de 1996).
- Questões referentes a Jerusalém, refugiados, assentamentos israelenses nos territórios ocupados na Guerra dos Seis Dias, segurança e fronteiras.
- O autogoverno seria dividido em:
  - Área A - controle total pela Autoridade palestina;
  - Área B - controle civil pela Autoridade palestina e controle militar pelo Exército de Israel;
  - Área C - controle total pelo Governo de Israel.
- Acordo de Paz

## Oslo 2
Foi um acordo chave e complexo sobre o futuro da Faixa de Gaza e da Cisjordânia. Foi assinado em Taba (na península do Sinai, no Egito) por Israel e a OLP em 24 de setembro de 1995 e então quatro dias mais tarde em 28 de setembro de 1995 pelo ministro principal Yitzhak Rabin de Israel e pelo presidente Yasser Arafat da OLP (Organização para a Libertação da Palestina) testemunhado pelo presidente Bill Clinton dos Estados Unidos.

## Prêmio Nobel

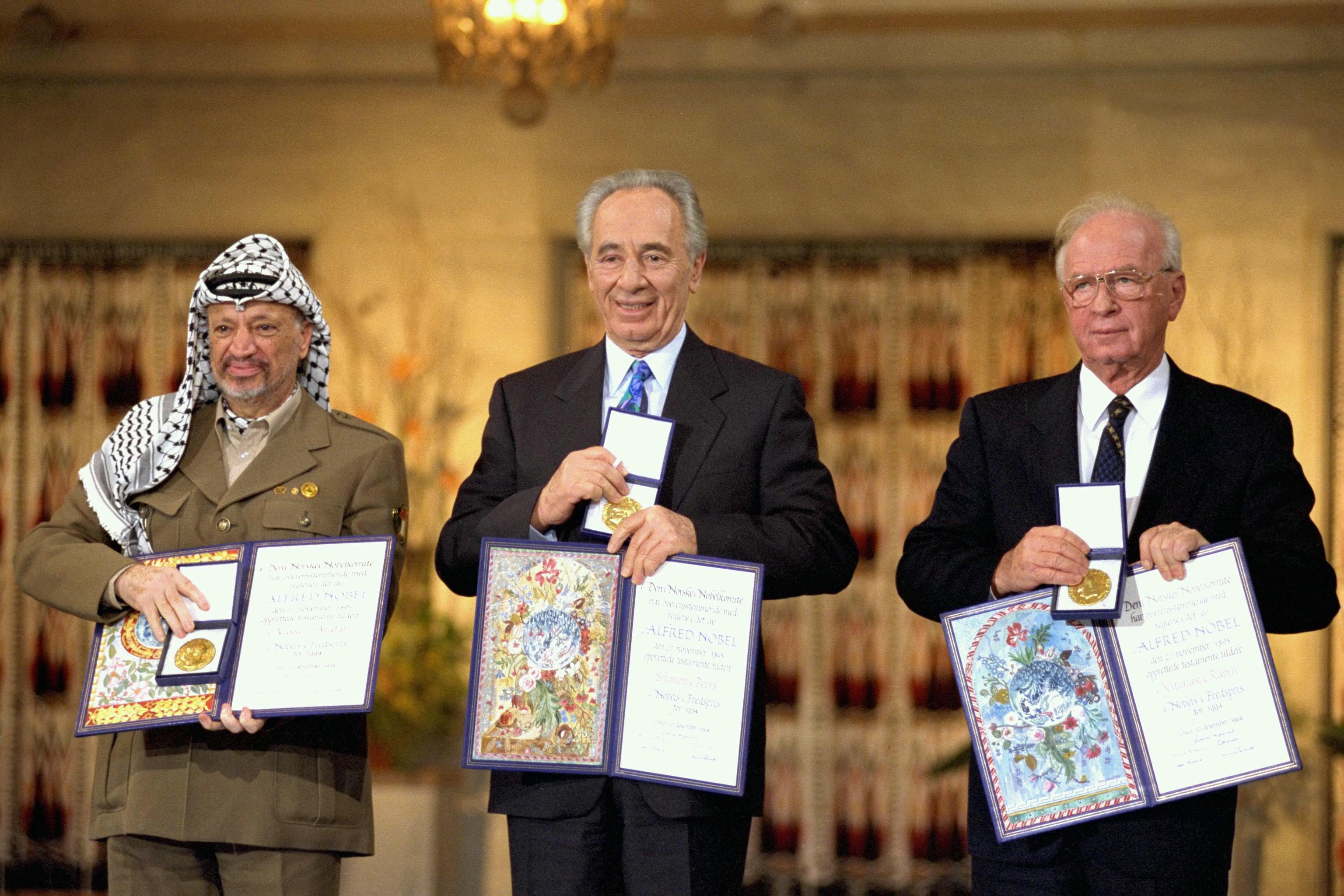
Yitzhak Rabin, Shimon Peres e Yasser Arafat ao receberem o Prêmio Nobel após os Acordos de Oslo.

Em 1994, o então primeiro-ministro israelense Yitzhak Rabin, o ministro israelense de relações exteriores Shimon Peres e Yasser Arafat, o presidente da OLP, receberam o Prêmio Nobel da Paz após a assinatura dos acordos, "por seus esforços para criar a paz no Oriente Médio".